# 約翰內斯·哈特曼
約翰內斯·弗朗茨·哈特曼（德語：Johannes Franz Hartmann，1865年1月11日—1936年9月13日）是德國物理學家和天文學家。在1904年，在研究參宿三的光譜時，他注意到大部分的頻譜中都有一些偏移，除了鈣線以外，他解讀為有星際物質的存在。
在1922年11月至1934年5月，他是拉布拉他天文台的台長，他引導這個天文台做為天文物理學的天文台。他也發現三顆小行星：
| (965) Angelica  | 1921年11月4日 |
| (1029) La Plata | 1924年4月28日 |
| (1254) Erfordia | 1932年5月10日 |

他於1891年月食之際從萊比錫大學獲得博士學位。

## 外部連結
- （西班牙文） Lista de cientificos
- Hartmann, Johannes Franz （页面存档备份，存于）